# أمراض العظام الأيضية
أمراض العظام الأيضية هو مصطلح يشير إلى تشوهات العظام الناجمة عن طائفة واسعة من الاضطرابات.
سبب هذه الاضطرابات نتيجة خلل في المعادن مثل الكالسيوم والفوسفور والمغنيسيوم أو فيتامين دي - يؤدي إلى اضطرابات سريرية ولكن بمجرد التعامل مع المشكلة يعود الإنسان طبيعيا كما كان. هذه الاضطرابات تختلف عن مشاكل العظام الوراثية حيث يوجد عيب في نظام معين أو نوع من الخلايا والتي تسبب في اضطراب العظام. قد يكون هناك تداخل. على سبيل المثال، قد يسبب نقص فوسفات الدم الوراثي في التمثيل الغذائي ويؤدي إلى لين العظام. على الرغم من أن هناك حاليا علاج لهذه الحالة الوراثية، باستبدال الفوسفات في كثير من الأحيان وبالتالى ذلك يحسن من اضطراب العظام الأيضية.

## الظروف تعتبر اضطرابات للعظام الأيضية
- هشاشة العظام
- تلين العظام في الكبار & كساح الأطفال ( أطفال )
- التهاب العظام الليفي الكيسي
- مرض بادجيت

ترجع هشاشة العظام إلى عوامل سببية مثل ضمور العضلات بسبب الإهمال ونقص الغدد التناسلية. مرض هشاشة العظام شائعا في النساء بعد انقطاع الطمث وفي الرجال فوق 50 سنة. قد يكون فرط النشاط أيضا عامل سببي - هشاشة العظام يمكن اعتبارها سمة من سمات متلازمة كوشينغ.

## وصلات خارجية
- Identification and treatment of metabolic bone disease
- Metabolic Bone Disease
- Squirrel Wildlife Rehabilitators-Metabolic Bone Disease
- Metabolic Bone Disease in reptiles - An in depth review.